# 離型剤
離型剤（りけいざい）は、パンやコンクリート、鋳物など材料を型にはめて製品を作る過程において、型から製品をスムーズに取り出すために使用される薬剤。

## 食品添加物
製パンの工程で、自動分割機で生地を分割する際にカッターに付着しないよう、カッターに噴霧、もしくは滴下・塗布する液状の油脂。デバイダー油とも呼ばれる。以前は鉱物油が使われていたが、日本では現在は主に流動パラフィンや、植物性ワックスが使われる。流動パラフィンは日本の食品衛生法ではパンの離型剤としてのみ認可されており、パン以外の離型剤や、パンのつや出しなどとして添加することは禁止されている。パンへの残存量は0.1%以下と規定されている。高度に精製されており保存中に酸化しやすいため、酸化防止剤としてα-トコフェロールの添加が認められている。

## コンクリート
木製の型枠に対しては、従来より軽油、あるいはマシン油や廃油に軽油を混合したものを塗布する方法が採られている。金属製の型枠が使われるようになり、離型性・防錆性の向上が求められ、潤滑油をベースに添加剤として植物油や脂肪酸エステル・有機酸を配合し、灯油または軽油で希釈して使用するタイプのコンクリート専用離型剤の開発が行われた。ヒューム管など遠心式成型には、エマルションタイプのものが用いられる。

## 鋳造
鋳造方式により、ワックスを乳化させたもの、または黒鉛微粒子を水にコロイド状に分散させたものを、1ショット毎に鋳型に噴霧する方法と、雲母やひる石など耐熱顔料を水に分散させたもので被膜を作る方法があり、後者は塗型剤と呼ばれる。

## ゴム・プラスチック
材料となる樹脂の種類により、フッ素系やシリコーン系の離型剤が使用される。